# Sini (Vorname)
Sini ist ein weiblicher Vorname.

## Herkunft und Bedeutung
Der Name ist die finnische Kurzform von Sinikka. Sini bedeutet im Finnischen blau; er steht in der Dichtersprache für die blaue Farbe.

## Bekannte Namensträgerinnen
- Sini Jose (* 1987), indische Sprinterin
- Sini Maaria Suvi-Anne Siimes (* 1963), finnische Politikerin